# Trichotria tetractis
Trichotria tetractis is een soort in de taxonomische indeling van de raderdieren (Rotifera). 
Het dier behoort tot het geslacht Trichotria en behoort tot de familie Trichotriidae. De wetenschappelijke naam van de soort werd voor het eerst geldig gepubliceerd in 1830 door Ehrenberg.